# Eisengießerei Uhthoff

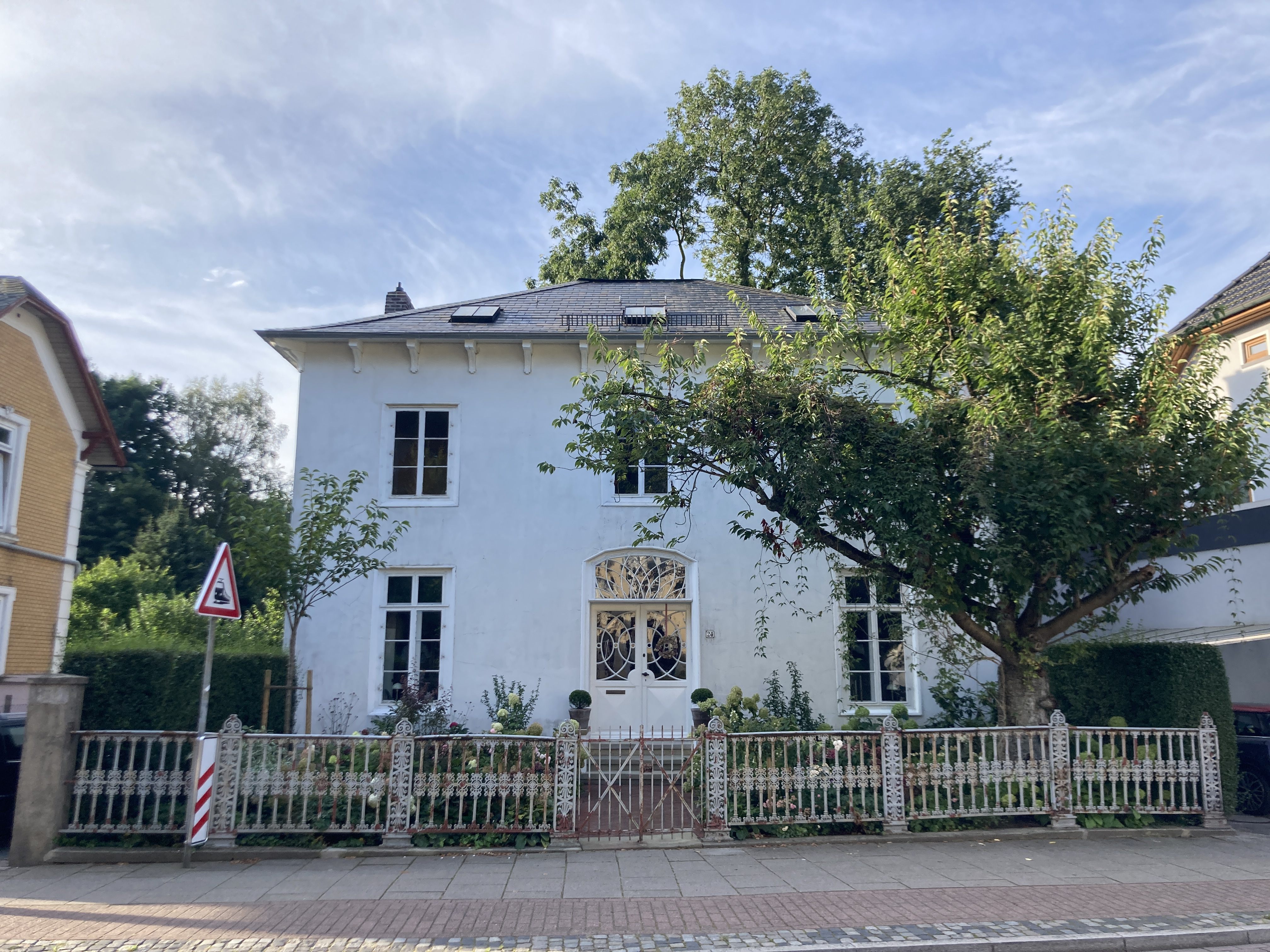
An der Stelle der Eisengießerei befindet sich heute ein Wohnhaus

Die Eisengießerei Uhthoff war eine Eisen- und Kunstgießerei im heutigen Bremer Stadtteil Vegesack, die 1822 von Andreas Friedrich Uhthoff gegründet wurde. Das Unternehmen stellte 1875, in den ersten Jahren der Großen Depression, den Betrieb ein. Das letzte bauliche Zeugnis der Gießerei ist das Wohnhaus in der Uhthoffstraße 24, an der Stelle der ehemaligen Manufakturgebäude.
Das Gebäude steht seit 1973 teilweise und seit 1997 insgesamt unter Bremischem Denkmalschutz.

## Geschichte

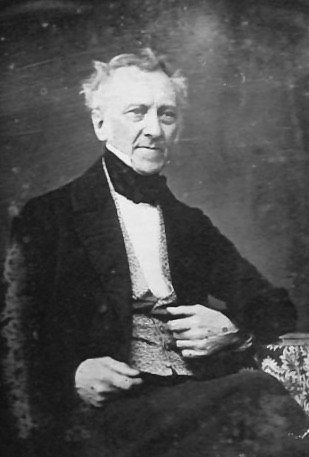
Andreas Friedrich Uhthoff

Andreas Friedrich Uhthoff stammte aus einer weit verzweigten Bremer Familie. Gemeinsam mit seinem Geschäftspartner Franz Anton Egells betrieb er nach der Säkularisation eine Maschinenbauanstalt im ehemaligen Kloster Gravenhorst und konstruierte unter anderem Dampfmaschinen. Den Gussstahl dazu bezogen die Unternehmer von Friedrich Krupp. Egells und Uhthoff gingen bald getrennte Wege. Egells siedelte nach Berlin um, und Andreas Friedrich Uhthoff gründete 1822 sein eigenes Unternehmen nahe seiner Heimatstadt in Vegesack.
Neben der ehemaligen örtlichen Fayencenmanufaktur baute Uhthoff seine eigene Eisengießerei auf einem Grundstück an der damaligen Bremerstraße (heute Uhthoffstraße) auf. Das Genehmigungsgesuch an das Amt Vegesack führte eine Eisen- und Metallgießerei mit einem Walzwerk auf. In der Eisengießerei sollten Öfen, Herde und Kochtöpfe, aber auch Geländer, Denkmäler und Glocken hergestellt werden. Die Metallgießerei sollte nicht näher bezeichnete mechanische Gegenstände herstellen, wobei Uhthoff hoffte, dies auf eine Produktion von Dampfmaschinen ausdehnen zu können. Das Walzwerk sollte Altmetall von abgewrackten Schiffen zu Stabeisen verarbeiten. Bisher ist keine Dampfmaschine nachweisbar, die die Manufaktur in Vegesack verlassen hat. Sein ehemaliger Kompagnon Egells war zwischenzeitlich in der Königlichen Eisengießerei in Berlin untergekommen, die die ersten deutschen Dampflokomotiven herstellte. Aber eine Forderung von Uhthoff aus dem Jahr 1829 für eiserne Räder einer Transportmaschine lässt den Schluss zu, dass er sich weiterhin mit dem Thema befasste. Um die Rohstoffe und die Waren zwischen dem Vegesacker Hafen und dem Firmengelände transportieren zu können, ließ Uhthoff die Schönebecker Aue im Unterlauf schiffbar machen.
Als im März 1860 Andreas Friedrich Uhthoff mit 79 Jahren starb, übernahm sein Sohn, der bereits länger Teilhaber gewesen war, die Geschäftsführung. Im Jahr 1874 soll die Gießerei 100 Mitarbeiter beschäftigt haben. Gustav Uhthoff starb 1875 zwei Jahre nach dem Gründerkrach und im selben Jahr wurde auch der Betrieb der Eisengießerei Uhthoff eingestellt.

## Erhaltene Erzeugnisse

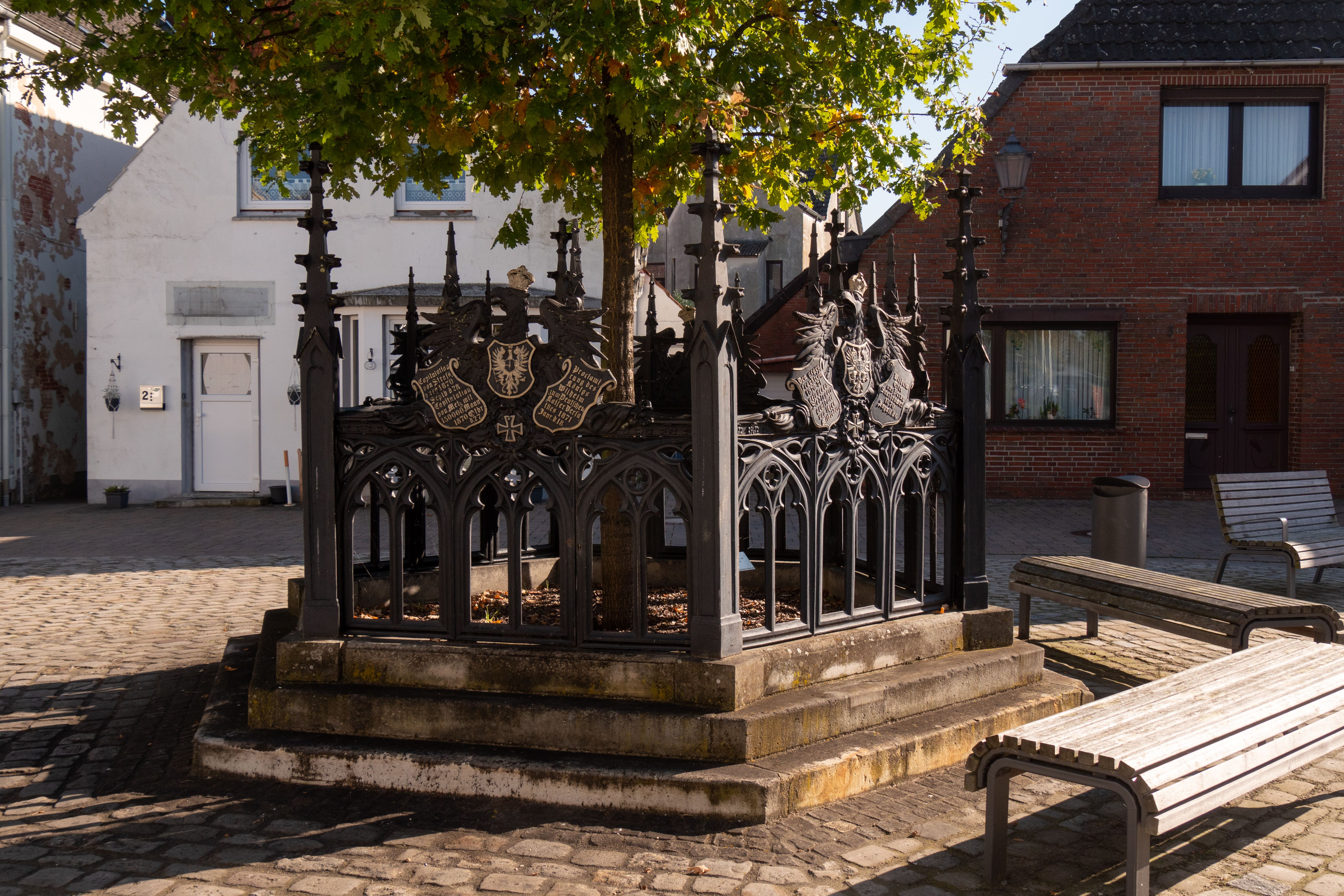
Das Denkmal im nahen Berne aus dem Jahr 1872 soll von Uhthoff stammen

An zahlreichen Gebäuden in Bremen und Umgebung haben sich bis heute Erzeugnisse Uhthoffs erhalten. Grundstückseinfriedungen, Brüstungsgitter, Geländer von Treppen und Balkonen sowie Gartenmöbel finden sich zahlreich. Auch Gebrauchsgegenstände wie Garderoben- und Schirmständer, Küchengeräte oder Lampen und kunsthandwerkliche Werke wie Reliefplatten und Schmuck sind in der Literatur aufgezählt. Das Heimatmuseum Schloss Schönebeck widmet im Erdgeschoss dem Vegesacker Unternehmer und seinen Produkten eine Ausstellung; neben einem Zimmerofen und einem gegossenen Tisch sind das heilige Abendmahl in Gusseisen als Leihgabe der evangelischen Kirchengemeinde Vegesack und das Relief des Evangelisten Johannes im Uhthoff-Zimmer ausgestellt.
Unweit von Vegesack steht in der Gemeinde Berne ein 1872 errichtetes Denkmal in Erinnerung an den Deutsch-Französischen Krieg. Die Ausführung des Eisengitters aus gotischem Maßwerk mit Eckfialen wird der Eisengießerei Uhthoff zugeschrieben.

## Uhthoffstraße 24

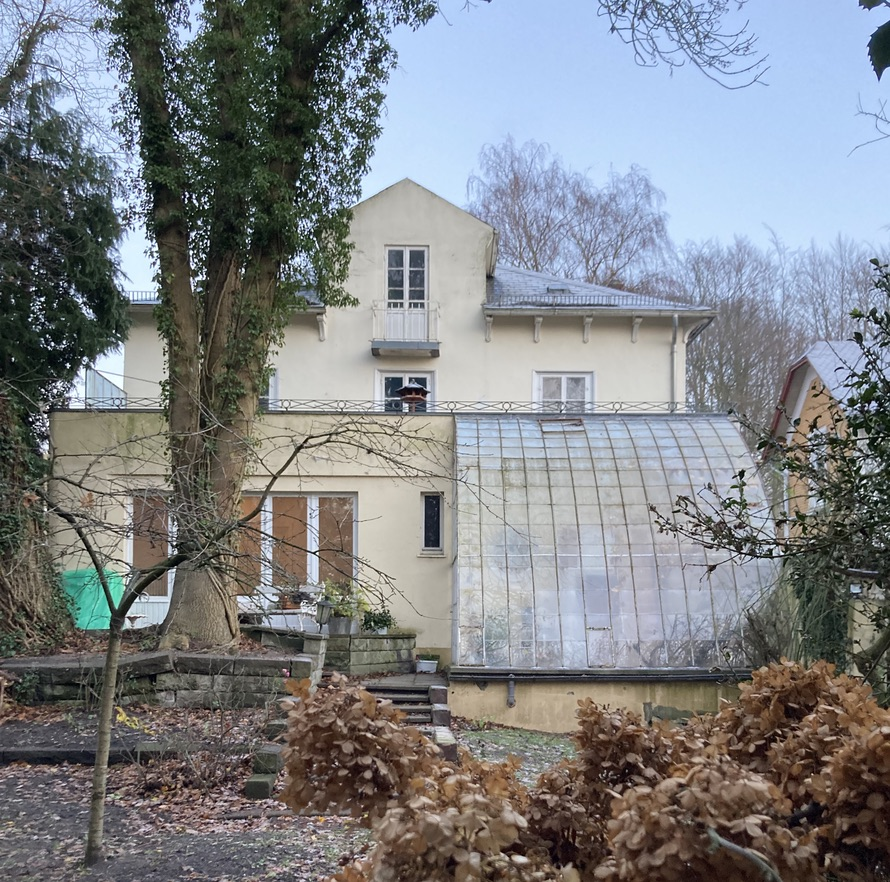
Rückansicht des Hauses mit historischem Gewächshaus

Im Jahr 1842 erbaute Uhthoff auf dem Gelände der Gießerei ein Wohnhaus. Der Bau des Hauses nahm längere Zeit in Anspruch, da ein erster Versuch, die Decken aus Beton ohne Balkenlagen auszuführen, scheiterte. Eine Besonderheit des dreigeschossigen Gebäudes mit gerundeten Ecken und Walmdach war die konsequente Verwendung von gusseisernen Bauteilen aus der eigenen Herstellung. Neben den Öfen und Türbeschlägen im Inneren waren auch die Außentüren, Fenster und selbst die Knaggen am Dach werbewirksam präsentierte Eigenprodukte. Auffällig waren insbesondere die ovalen Fenster im zweiten Obergeschoss des dreiachsigen spätklassizistischen Baus mit dahinter angeschlossenem flachen Werkstattanbau.
Im Jahr 1936 musste der vordere Gebäudeteil bis auf die Rückwand abgetragen werden, um einer Verbreiterung der Uhthoffstraße zu weichen. Der damalige Eigentümer und Ingenieur Adolf Reimer ließ daraufhin den hinteren Anbau aufstocken und verwendete die Bauteile des Ursprungsbaus wieder. Aus der ehemaligen Rückwand wurde so die vordere Fassade. Eine Besonderheit ist das nach Süden gerichtete Gewächshaus aus der Bauzeit des ursprünglichen Baus, in dessen Innerem ein ebenso alter Weinstock wächst.